# Blackfoot River (Clark Fork)
Der Blackfoot River ist ein etwa 200 km langer rechter Nebenfluss des Clark Fork im US-Bundesstaat Montana.

## Flusslauf
Der Blackfoot River entsteht am Zusammenfluss seiner Quellbäche Anaconda Creek und Beartrap Creek in den Rocky Mountains auf der Westseite der kontinentalen Wasserscheide. Das Quellgebiet des Blackfoot River befindet sich im Helena National Forest. Der Fluss fließt in überwiegend westlicher Richtung durch das Bergland. Er passiert die Ortschaft Lincoln. Von Norden kommend münden der North Fork Blackfoot River und der Clearwater River in den Blackfoot River. Dieser  mündet schließlich 9 km östlich von Missoula in den Clark Fork. Der Montana Highway 200 folgt dem Flusslauf. Die Interstate 90 überquert den Fluss unmittelbar oberhalb dessen Mündung.

## Hydrologie
Das Einzugsgebiet des Blackfoot River umfasst 5985 km². Der mittlere Abfluss beträgt 44 m³/s. Die höchsten monatlichen Abflüsse treten im Mai und im Juni mit im Mittel 139 bzw. 136 m³/s auf.

## Kultur und Tourismus
Der Blackfoot River ist ein zentraler Schauplatz in Norman Macleans autobiografischem Roman Aus der Mitte entspringt ein Fluß aus dem Jahr 1976. Der Erfolg der gleichnamigen Verfilmung von Robert Redford mit Brad Pitt führte in den 1990er-Jahren zu einer starken touristischen Erschließung des Flusses, insbesondere für Fliegenfischer. Zugleich lenkte der entstehende Tourismus breitere Aufmerksamkeit auf die starke Verschmutzung des Flusses, dank intensiver Bemühungen gilt der Blackfoot mittlerweile wieder als recht sauber.

## North Fork Blackfoot River
Der North Fork Blackfoot River ist ein 65 km langer rechter Nebenfluss des Blackfoot River. Er entspringt in der Scapegoat Wilderness nahe der kontinentalen Wasserscheide auf einer Höhe von 1450 m. Der North Fork Blackfoot River fließt in überwiegend südwestlicher Richtung durch die Rocky Mountains. 20 km oberhalb der Mündung verlässt er das Bergland und durchfließt im Anschluss eine Beckenlandschaft. Bei Flusskilometer 9,5 kreuzt der Montana Highway 200 den Fluss. Der North Fork Blackfoot River mündet schließlich auf einer Höhe von 1228 m in den Blackfoot River. Am Unterlauf wird bewässerte Landwirtschaft betrieben. Der mittlere Abfluss 
4,2 km oberhalb der Mündung beträgt 10,7 m³/s. Das Einzugsgebiet umfasst etwa 815 km².

## East Fork North Fork Blackfoot River
Der East Fork North Fork Blackfoot River ist ein 20 km langer linker Nebenfluss des North Fork Blackfoot River. Er entspringt 500 m nordnordwestlich des Webb Lake auf einer Höhe von etwa 1950 m. Der East Fork North Fork Blackfoot River fließt in westlicher Richtung zum North Fork Blackfoot River. Am Oberlauf befindet sich der kleine See Parker Lake.